# Dabo
 Dabo  es una comuna    y población de Francia, en la región de Lorena, departamento de Mosela, en el distrito de Sarreburgo y cantón de Phalsburgo.
Su población municipal en 2007 era de 2 658 habitantes.
Está integrada en la Communauté de communes du Pays de Phalsbourg, de la cual es la mayor población.

## Demografía
| 1 200 | 1 439 | 1 446 | 1 831 | 2 258 | 2 183 | 2 341 | 2 382 | 2 387 | 2 516 | ABS. | 2 563 | 2 635 | 2 757 | 2 745 | 2 887 | 2 812 | 3 037 | 3 090 | 3 072 | 2 953 | 3 004 | 2 975 | 3 021 | 2 987 | 2 886 | 2 993 | 3 008 | 2 982 | 2 913 | 2 789 | 2 780 | 2 658 |
| Para los censos de 1962 a 1999 la población legal corresponde a la población sin duplicidades (Fuente: INSEE [Consultar]) |       |       |       |       |       |       |       |       |       |      |       |       |       |       |       |       |       |       |       |       |       |       |       |       |       |       |       |       |       |       |       |       |